# Ivesia webberi
Ivesia webberi är en rosväxtart som beskrevs av Asa Gray. Ivesia webberi ingår i släktet Ivesia och familjen rosväxter. Inga underarter finns listade i Catalogue of Life.

## Bildgalleri

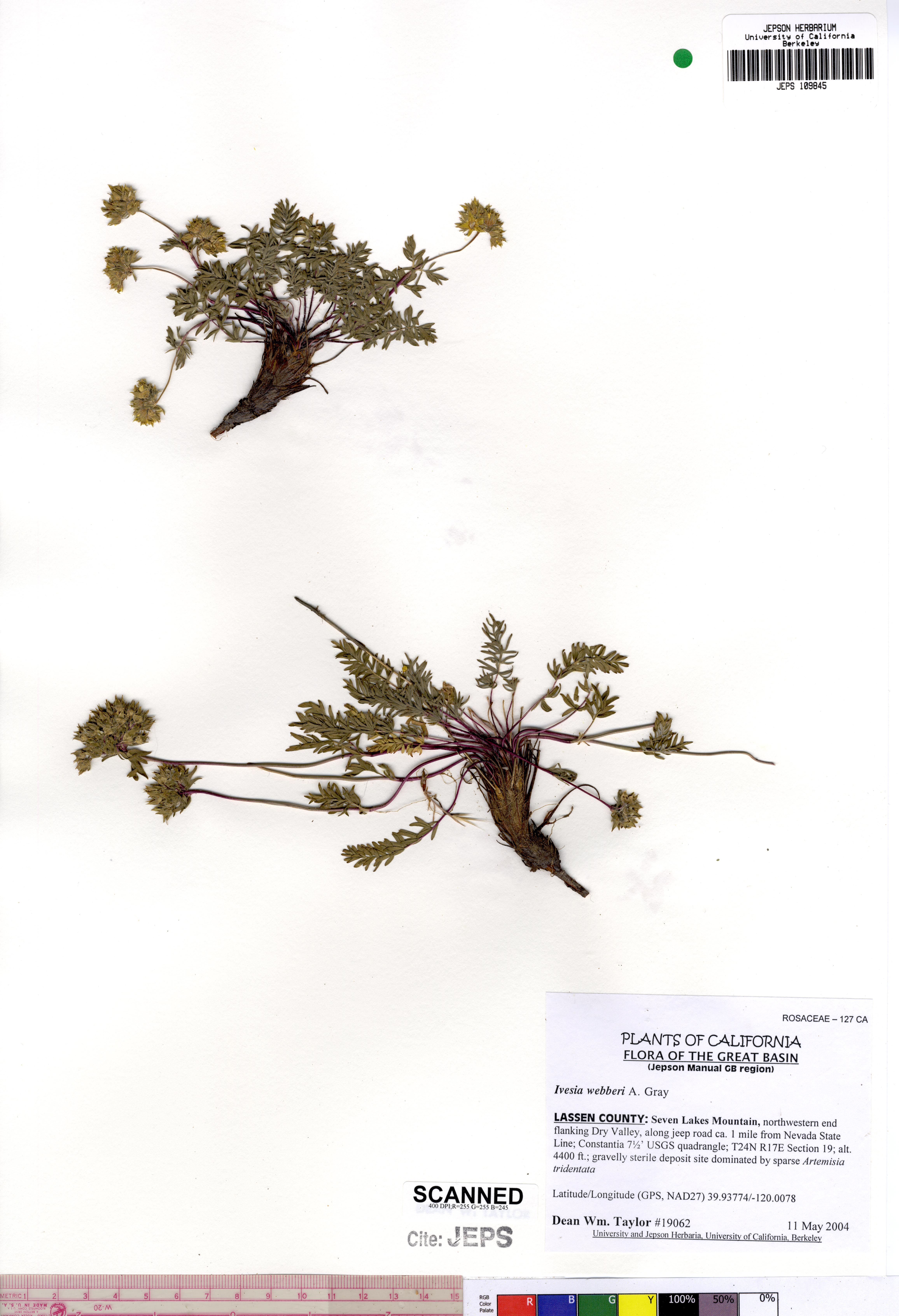
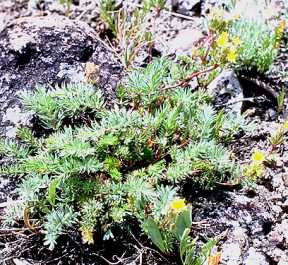